# Oxyopes taeniatulus
Oxyopes taeniatulus är en spindelart som beskrevs av Roewer 1955. Oxyopes taeniatulus ingår i släktet Oxyopes och familjen lospindlar. Inga underarter finns listade i Catalogue of Life.